# Semiothisa plutocrypsis
Semiothisa plutocrypsis är en fjärilsart som beskrevs av Claude Herbulot 1987. Semiothisa plutocrypsis ingår i släktet Semiothisa och familjen mätare. Inga underarter finns listade i Catalogue of Life.